# 水沢川 (山形県)
水沢川（みずさわがわ）は、山形県西村山郡西川町を流れる最上川水系寒河江川の支流である。

## 地理
月山登山道のひとつ「把稲荷」（1,101m）の山麓に端を発し、「西又沢」と合流し渓谷を形成し多くの堰に止水され、周辺の灌漑用水に導水され最上川水系寒河江川に合流する。

## 流域の自治体
西川町

## 月山行人清水の森
月山山麓「把稲荷」に広がる森林で、出羽三山の巡礼の道として古くから保護されてきた森林である。「月山行人清水の森」として水源の森百選に指定されている。
| 山岳     | 面積(ha) | 標高(m)    | 人工林(%) | 天然林(%) | 主な樹種             | 制限林           | 種類                    | 流量(m3/日) |
| -------- | -------- | ---------- | --------- | --------- | -------------------- | ---------------- | ----------------------- | ----------- |
| 月山山麓 | 1,114    | 400～1,101 | 45        | 55        | ブナ・スギ・ミズナラ | 水源かん養保安林 | 湧水源、流水（水沢川)） | 18,227      |

月山山麓湧水群水源林の役割も担っており、西山町では地域おこしのため「西川町総合開発㈱」を立ち上げ月山銘水館にて「月山自然水」や地ビールの製造販売を行っている。
また、登山やイワナ等の渓流釣り、山菜やキノコ狩りなどに訪れる人も多い。
- 所在地：山形県西村山郡西川町大字水沢字行人清水（データは指定年1995年（平成7年）7月）